# 尤金·科拉舍

尤金·科拉什（Eugène Collache）是一位法国海军军官，在戊辰战争期间为幕府将军作战。

## 抵達日本
尤金·科拉什 (Eugène Collache) 是 19 世纪法国海军的一名军官。以法国东方舰队的密涅瓦号为原型，当该船停泊在横滨港时，他与他的朋友亨利·尼科尔一起开小差去召集由儒勒·布鲁内领导的其他法国军官，他们在戊辰战争中支持了幕府的事业。 1868 年 11 月 29 日，尤金·科拉什 (Eugène Collache) 和尼科尔 (Nicol) 乘坐一艘瑞士商人租用的商船“蘇菲-海倫號”(Sophie-Hélène)离开横滨。 

## 參加戊辰戰爭

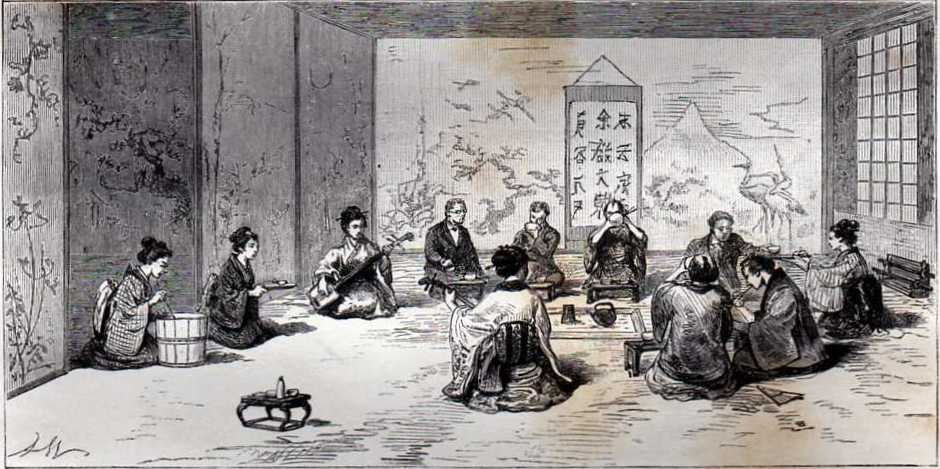
津轻大名大臣接见尤金·科拉什

两名法国军官首先抵鮫浦南部氏（现在的宫城县），他们得知帝国军队已经征服了日本北部的大名，而支持幕府将军的叛军已经逃到了北海道。他们进一步向北到达青森，在那里受到津轻大名的热情接待。一艘来访的美国船只给他们带来了针对他们的逮捕令的消息。尤金·科拉什和尼科尔决定登上美国船到达北海道。
1868 年至 1869 年冬季，科拉奇负责在火山山脉建立防御工事以保护函馆（尼科尔负责组织海军）。
5月18日，决定对正在北上与他们对抗的帝国海军发动突然袭击。科拉切因此参加了宫古海战。他在他指挥的高雄號（前第二回天）上。另外两艘船是回天号和蟠龍号。而這两船遭遇恶劣天气，高雄号发动机出现故障，與蟠龙号失散。蟠龙号最终返回北海道，但没有参加战斗。

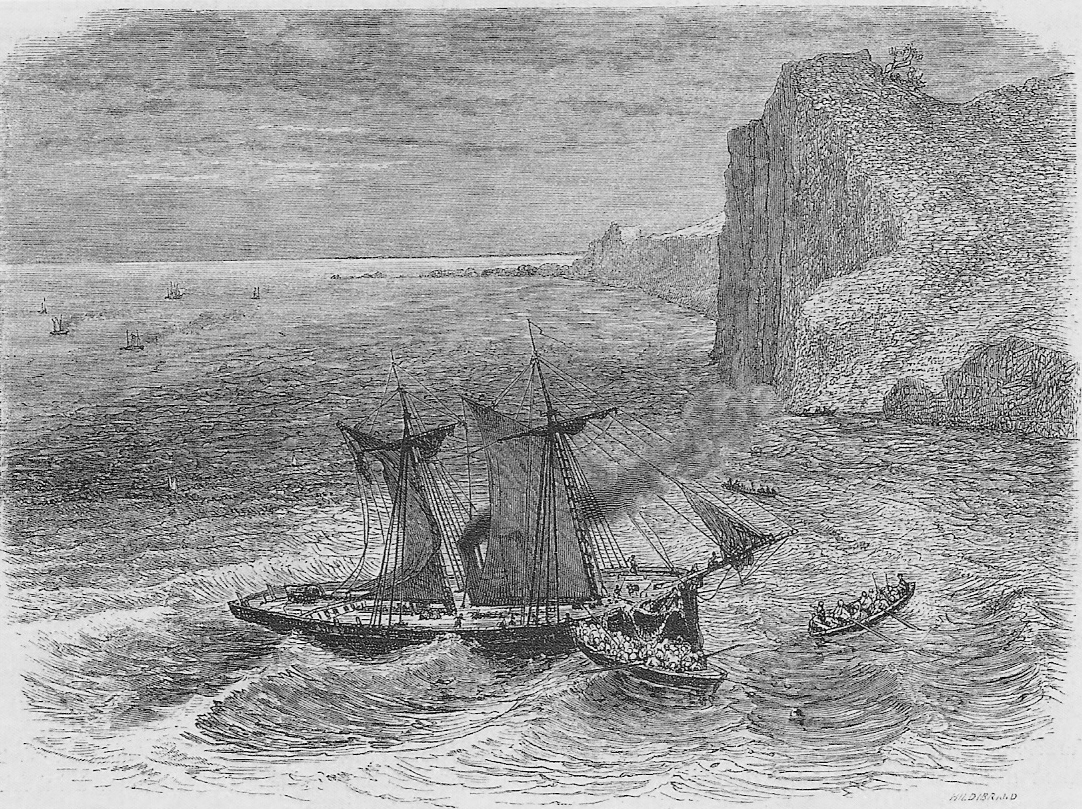
帝国海军轮船追击的高尾号残骸

为了出其致勝，回天号计划带着美国国旗进入宫古港。但卻由于发动机故障，高雄号无法达到超过 3 节的航速，因此落后，而回天号率先加入战斗。回天号接近敌舰并在登上帝国军舰甲铁号前几秒升起了幕府旗。甲铁队用加特林机枪成功击退了攻击，攻击方损失惨重。当高雄号驶入宫古湾时，回天号在帝国舰队的追击下驶出了宫古湾。回天号最终逃往北海道，但高雄号无法摆脱追击者，自行沉没。

### 逮捕和监禁

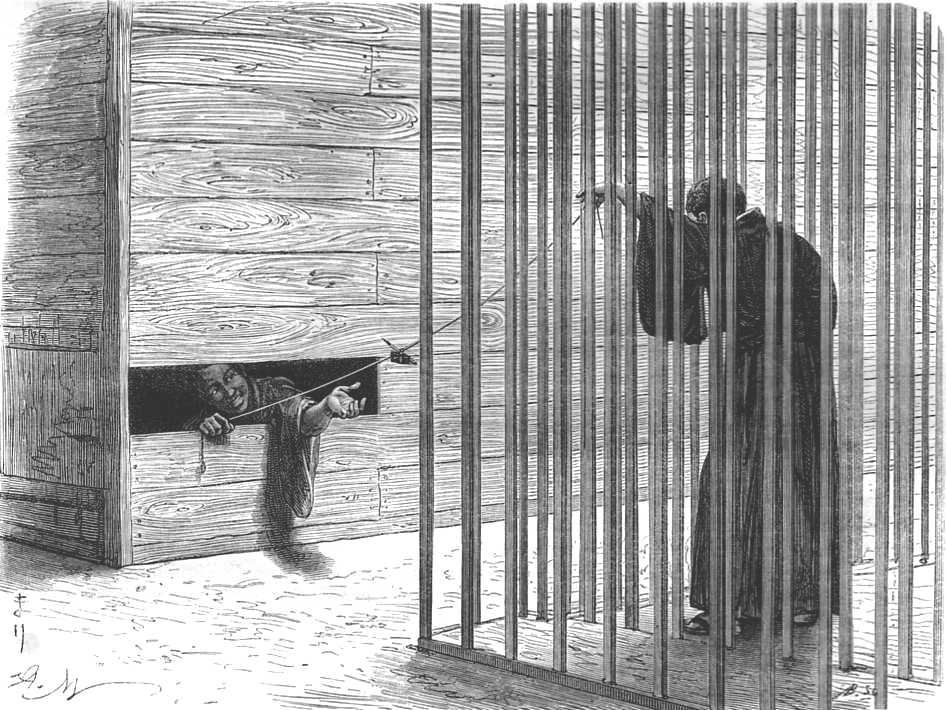
科拉切在江户监狱中

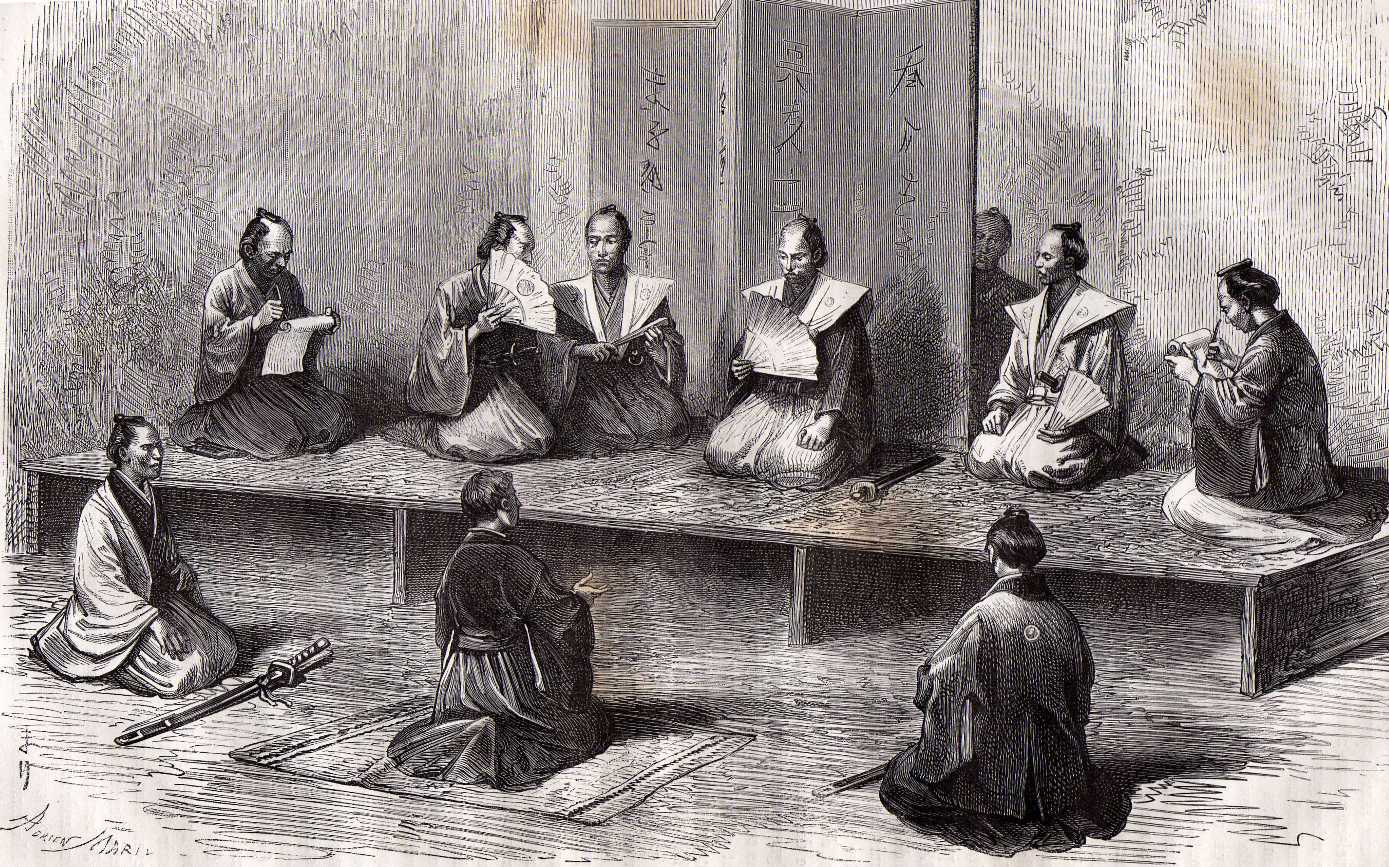
江户对尤金·科拉什的审判

科拉切试图翻山越岭，最终与他的部队一起向日本当局投降。他们被带到江户关押。他被审判并判处死刑，但最终被赦免。
他乘坐法国海军护卫舰 Coëtlogon 被转移到横滨，在那里他加入了由儒勒·布鲁内 (Jules Brunet)领导的剩余法国叛军军官。

## 返回法国
回到法国后，他被退伍并作为逃兵接受军事法庭审判，但刑期较轻，并被允许与朋友尼科尔一起重新入伍参加普法战争。

## 另外連結
- 威廉·亚当斯（William Adams，1564-1620 年）日文名称为“三浦按针”：“三浦的飞行员”），是一位前往日本的英国航海家，被认为是第一个到达日本的英国人。
- 儒勒·布鲁内 (Jules Brunet，1838-1911 年) – 是一位法国军官，曾在戊辰战争中为幕府将军作战，后来于 1898 年成为法国陆军部长的将军和参谋长。
- 耶揚子 (Jan Joosten,　1556年－1623年)　是亚当斯的荷兰同事，也是唯一已知的荷兰武士。如今，东京中央区的八重洲街区以他的名字命名。
- 约翰·亨利·施内尔（John Henry Schnell）——日语為平松武兵卫，是一名普鲁士军火商，曾在會津藩担任军事教官和武器采购员。
- 日本外国出生的武士名单

## 笔记
1. ↑  "Une aventure au Japon", by Eugene Collache, p.49